# Ильм (ислам)
Ильм (араб. العلم ; букв. "наука" ) — божественное знание в исламе, предвечное и всеобъемлющее, являющееся одним из признаков всемогущества Аллаха.

## Формирование понятия
Человеческое знание двояко: обычное (мирское) и религиозное (равное вере). Существенным было противопоставление ислама тому, что было до ислама и вне ислама: веры — неверию и знания — неведению. Следствием изначального повышенного внимания к ильму явилось то, что концепции знания отводилось исключительно важное место в мусульманских доктринах — теологических, юридических, философских и социально-этических. Стремление к знанию было объявлено долгом и обязанностью каждого верующего, мусульманина и мусульманки. Каждый, кто притязал на то, чтобы самостоятельно сформулировать свою позицию (как личность или как представитель некоего направления в исламе, общины, школы, группировки), высказывался обычно и о своём отношении к ильму. Поэтому было выдвинуто множество определений как термина, так и его содержания и объёма. На всём протяжении истории ислама эти определения беспрерывно обсуждались и уточнялись в огромном числе сочинений, хотя время от времени звучали осуждения всякой попытки определить его.
Отправной точкой для рассуждений служили цитаты из Корана, хадисов и переводных сочинений самого разного происхождения. Если отвлечься от многих частностей и нюансов, то содержание ильма сводили к: 1) усвоению исламских традиций; 2) мистическому озарению, постижению света, сияния; 3) пониманию посредством логического рассуждения; 4) энциклопедической образованности. Подлежащие усвоению исламские традиции охватывали Коран, Сунну, каноническое право, догматы и священную историю. Их упорядочением, толкованием и обоснованием занимались религиозные науки: "ильм ат-тафсир", "ильм аль-хадис", "ильм аль-фикх", "ильм аль-калам" и др.
Исмаилиты, суфии и философы различали два вида знания: 1) явленное, внешнее (экзотерическое, захир), и 2) сокровенное, тайное (эзотерическое, батин). При всех определениях ильма подчёркивалась необходимость изучения арабского языка и тесная взаимозависимость между знанием и действием (делом, поведением; сулюк).
У термина "ильм" есть синонимы, образованные от других арабских корней со значением "знать". Наиболее употребительный из них — маарифа, которым суфии обозначали преимущественно знание о боге. Восхвалению ильма посвящали несколько строк или страниц во вводной части авторы многих средневековых книг, нередкоотдельные главы и даже целые сочинения. Реформаторы ислама XIX века вновь придали проблемам ильма полемическую остроту.

## Современность
Современные мусульманские мыслители и публицисты продолжают горячо обсуждать проблемы ильма в связи с развитием науки и образования. Преобладающей тенденцией является расширительное толкование ильма как научного знания или, во всяком случае, не противоречащего и не препятствующего светской науке.